# دانا باولا
دانا باولا ريفيرا مونغويا و المعروفة باسم دانا باولا أو فقط دانا (Danna) (بالإسبانية: Danna Paola) هي ممثلة ومغنية مكسيكية، اكتسبت شعبية وبطولة في عشرات المشاريع التلفزيونية. تتنوع موسيقاها بين أنواع البوب ، و البوب الراقص ، و الريغيتون. طوال مسيرتها الفنية، جرّبت أصواتًا متنوعة، مع التركيز على كلمات تعكس التمكين والحب والتجارب الشخصية.

## حياتها
ولدت دانا باولا ونشأت في مكسيكو سيتي، المكسيك. والدها «باتريشيا مونغويا» و«خوان خوسيه ريفيرا أريانو»، طلق والداها. لديها أخت أكبر سنا، أسمها فانيا.

## روابط خارجية
- دانا باولا على موقع IMDb (الإنجليزية)
- دانا باولا على موقع ميتاكريتيك (الإنجليزية)
- دانا باولا على موقع روتن توميتوز (الإنجليزية)
- دانا باولا على موقع ميوزك برينز (الإنجليزية)
- دانا باولا على موقع أول موفي (الإنجليزية)
- دانا باولا على موقع أول ميوزيك (الإنجليزية)
- دانا باولا على موقع ديسكوغز (الإنجليزية)
- دانا باولا على موقع قاعدة بيانات الفيلم (الإنجليزية)